# Спишке Подхрадје
Спишке Подхрадје (слч. Spišské Podhradie, мађ. Szepesváralja) град је у Словачкој, који се налази у оквиру Прешовског краја, где је у саставу округа Љевоча.
Спишке Подхрадје је познато по старом градском језгру са низом трговачких кућа из времена ренесансе. Насеље је, заједно са оближњим Спишким замком, заштићено као Светска баштина.

## Географија
Спишке Подхрадје је смештено у источном делу државе. Главни град државе, Братислава, налази се 380 километара западно од града.
Рељеф: Спишке Подхрадје се развио у области источних Татри. Окружење града је брдско. Град је положен на приближно 430 метара надморске висине.
Клима: Клима у Спишком Подхрадју је умерено континентална.
Воде: Кроз Спишке Подхрадје протиче речица, која је у прошлим вековима окруживала стари град.

## Историја
Људска насеља на овом простору везују се још за време праисторије. Први помен града је из 1249. године. Од почетка је насеље било насељено Немцима, који су ту живели све до средине 20. века.
Крајем 1918. Спишке Подхрадје је постало део новоосноване Чехословачке. У време комунизма град је нагло индустријализован, па је дошло до наглог повећања становништва. После осамостаљења Словачке град је постао њено општинско средиште, али је дошло до привредних тешкоћа у време транзиције.

## Становништво
| Година:    | 1994. | 2004.   | 2014.   | 2024.   |
| ---------- | ----- | ------- | ------- | ------- |
| Број људи: | 3665  | 3872    | 4035    | 3730    |
| Разлика:   |       | +5,64 % | +4,20 % | -7,55 % |

| Година:    | 2023. | 2024.   |
| ---------- | ----- | ------- |
| Број људи: | 3754  | 3730    |
| Разлика:   |       | -0,63 % |

Данас Спишке Подхрадје има близу 4.000 становника и последњих година број становника стагнира.
Етнички састав: По попису из 2001. састав је следећи:
- Словаци - 92,3%,
- Роми - 6,8%,
- остали.

Верски састав: По попису из 2001. састав је следећи:
- римокатолици - 89,2%,
- атеисти - 4,7%,
- гркокатолици - 2,7%,
- лутерани - 0,9%,
- остали.

## Партнерски градови
- Gmina Głogów Małopolski

## Галерија
- Спишке Подхрадје и Спишки замак
- Стара улица Спишког Подхрадја
- Катедрала светог Мартина
- Градска синагога